# Mohamed Al Ghanodi
Mohamed Al Ghanodi (22 novembre 1992) è un calciatore libico, di ruolo attaccante.

## Carriera

### Nazionale
Ha esordito con la nazionale libica nel 2011.

## Palmarès

### Nazionale
- Campionato delle nazioni africane: 1

Sudafrica 2014